# Задачи тысячелетия
Зада́чи тысячеле́тия — семь математических проблем, определённых Математическим институтом Клэя в 2000 году как «важные классические задачи, решение которых не найдено вот уже в течение многих лет», за решение каждой из которых обещано вознаграждение в 1 млн долларов США. Существует историческая параллель между задачами тысячелетия и списком проблем Гильберта 1900 года, оказавшим существенное влияние на развитие математики в XX веке; из 23 проблем Гильберта большинство уже решено, и только одна — гипотеза Римана — вошла в список задач тысячелетия.
По состоянию на 2025 год только одна из семи задач тысячелетия (гипотеза Пуанкаре) решена.

## Решённые задачи

### Гипотеза Пуанкаре
Считается наиболее известной проблемой топологии. Неформально говоря, она утверждает, что всякий трёхмерный «объект», обладающий некоторыми свойствами трёхмерной сферы (например, каждая петля внутри него должна быть стягиваема), обязан быть сферой с точностью до деформации.
Премия за доказательство гипотезы Пуанкаре присуждена в 2010 году российскому математику Григорию Перельману, опубликовавшему в 2002 году серию работ, из которых следует справедливость гипотезы, но учёный отказался принять эту премию, как раньше отказался от Филдсовской премии.

## Нерешённые задачи

### Равенство классов P и NP
Если положительный ответ на какой-то вопрос можно быстро (за полиномиальное время) проверить (используя некоторую вспомогательную информацию, называемую сертификатом), то верно ли, что и сам ответ (вместе с сертификатом) на этот вопрос можно быстро найти? Задачи второго типа относятся к классу P, первого — к классу NP. Проблема равенства этих классов является одной из важнейших проблем теории алгоритмов.

### Гипотеза Ходжа
Важная проблема алгебраической геометрии. Гипотеза описывает классы когомологий на комплексных проективных многообразиях, реализуемые алгебраическими подмногообразиями.

### Гипотеза Римана
Гипотеза гласит, что все нетривиальные (то есть имеющие ненулевую мнимую часть) нули дзета-функции Римана имеют действительную часть 1/2. Её доказательство или опровержение будет иметь далеко идущие последствия для теории чисел, особенно в области распределения простых чисел. Гипотеза Римана была восьмой в списке проблем Гильберта. В случае публикации контрпримера к гипотезе Римана учёный совет института Клэя вправе решить, можно ли считать данный контрпример окончательным решением проблемы или же проблема может быть переформулирована в более узкой форме и оставлена открытой (в последнем случае автору контрпримера может быть выплачен небольшой приз).

### Теория Янга — Миллса
Задача из области физики элементарных частиц. Требуется доказать, что для любой простой компактной калибровочной группы {\displaystyle G} квантовая теория Янга — Миллса для пространства {\displaystyle \mathbb {R} ^{4}} (четырёхмерного пространства-времени) существует и имеет ненулевую спектральную щель. Это утверждение соответствует экспериментальным данным и численному моделированию, однако доказать его до сих пор не удалось.

### Существование и гладкость решений уравнений Навье — Стокса
Уравнения Навье — Стокса описывают движение вязкой жидкости. Одна из важнейших задач гидродинамики.

### Гипотеза Бёрча — Свиннертон-Дайера
Гипотеза связана с уравнениями эллиптических кривых и множеством их рациональных решений.